# Bob Welch
Bob Welch, właśc. Lawrence Robert Welch Jr. (ur. 31 sierpnia 1945, zm. 7 czerwca 2012) – amerykański muzyk. Były członek Fleetwood Mac, z powodzeniem występował solowo w późnych latach siedemdziesiątych, lansując takie przeboje jak „Hot Love, Cold World,” „Ebony Eyes” czy „Sentimental Lady”

## Śmierć
7 czerwca 2012 roku w wieku 66 lat popełnił samobójstwo w swoim domu Nashville strzelając sobie w klatkę piersiową. Jego ciało odnalazła jego żona, Wendy. Pozostawił dziewięciostronicowy list pożegnalny i list miłosny, w którym wyznawał miłość żonie. Według jej słów, Welch miał operację kręgosłupa trzy miesiące wcześniej, ale lekarze powiedzieli mu, że nigdy nie wyzdrowieje. Był w ciężkiej depresji i nie chciał, aby jego żona musiała opiekować się niepełnosprawnym mężem.

## Dyskografia

### Albumy

#### Head West
| Rok  | Album     | US | UK | Informacje dodatkowe |
| ---- | --------- | -- | -- | -------------------- |
| 1970 | Head West | –  | –  |                      |

#### Fleetwood Mac
| Rok  | Album                   | US | UK | Informacje dodatkowe                            |
| ---- | ----------------------- | -- | -- | ----------------------------------------------- |
| 1971 | Future Games            | 91 | –  | Debiut z Fleetwood Mac                          |
| 1972 | Bare Trees              | 70 | –  | Zawiera oryginalną wersję „Sentimental Lady”    |
| 1973 | Penguin                 | 49 | –  | –                                               |
| 1973 | Mystery to Me           | 68 | –  | Zawiera „Hypnotized”                            |
| 1974 | Heroes Are Hard to Find | 34 | –  | Welch odszedł z zespołu po nagraniu tego albumu |
| 1992 | 25 Years – The Chain    | 34 | –  | Składanka                                       |

#### Paryż
| Rok  | Album           | US  | UK | Informacje dodatkowe |
| ---- | --------------- | --- | -- | -------------------- |
| 1976 | Paris           | 103 | –  | –                    |
| 1976 | Big Towne, 2061 | 152 | –  | –                    |

#### Solo
| Rok  | Album                                      | US   | UK | Informacje dodatkowe |
| ---- | ------------------------------------------ | ---- | -- | -------------------- |
| 1977 | French Kiss                                | #12  | –  | Platynowa płyta      |
| 1979 | Three Hearts                               | #20  | –  | Złota płyta          |
| 1979 | The Other One                              | #105 | –  | –                    |
| 1980 | Man Overboard                              | #162 | –  | –                    |
| 1981 | Bob Welch                                  | #201 | –  | –                    |
| 1983 | Eye Contact                                | –    | –  | –                    |
| 1991 | The Best of Bob Welch                      | –    | –  | –                    |
| 1994 | Greatest Hits                              | –    | –  | –                    |
| 1999 | Bob Welch Looks at Bop                     | –    | –  | –                    |
| 2003 | His Fleetwood Mac Years & Beyond           | –    | –  | –                    |
| 2004 | Live at the Roxy                           | –    | –  | –                    |
| 2006 | His Fleetwood Mac Years and Beyond, Vol. 2 | –    | –  | –                    |
| 2011 | Sings the Best Songs Ever Written          | –    | –  | –                    |
| 2011 | Live in Japan                              | –    | –  | –                    |

### Single
- „Big Towne, 2061” / „Blue Robin” (1976)
- „Ebony Eyes” / „Outskirts” (1977)
- „Sentimental Lady” / „Hot Love, Cold World” (U.S. #8, 1977; Canada #3)
- „Ebony Eyes” / „Dancin’ Eyes” (U.S. #14, 1978; Canada #7; Australia #2)
- „Hot Love, Cold World” / „Danchiva” (#31, 1978)
- „I Saw Her Standing There” / „Church” (1979)
- „Precious Love” / „Something Strong” (U.S. #19; Australia #37, 1979)
- „Church” / „Here Comes The Night” (#73, 1979)
- „Church” / „Don’t Wait Too Long”
- „Three Hearts” / „Oh Jenny” (1979)
- „Rebel Rouser” / „Spanish Dancers” (1979)
- „Don’t Let Me Fall” / „Oneonone” (1980)
- „Don’t Rush The Good Things” / „Reason” (1980)
- „Those Days Are Gone” / „The Girl Can’t Stop” (1980)
- „Two To Do” / „Imaginary Fool” (1981)
- „Sentimental Lady” / „Ebony Eyes” (1981)
- „Remember” / „You Can’t Do That” (1982)
- „'Fever” / „Can’t Hold Your Love Back” (1983)
- „Can’t Hold Your Love Back” / „S.O.S.” (1983)
- „I’ll Dance Alone” / „Stay” (1983)